# 西城秀樹リサイタル/ヒデキ・愛・絶叫!
『西城秀樹リサイタル/ヒデキ・愛・絶叫!』（さいじょうひできリサイタル ヒデキ・あい・ぜっきょう）は、1974年2月10日に発売された西城秀樹のライブ・アルバム（2枚組LP）である。

## 内容
- 1973年11月7日に東京郵便貯金ホールで開催した第2回コンサート「西城秀樹リサイタル/ヒデキ・愛・絶叫!」の模様が収録されている。

## 収録曲
DISC-1 SIDE A
1. ラブ
作詞・作曲：John Lennon／編曲：馬飼野康二
2. イエスタディ・ワンスモア
J.Bettis、R.Carpenter／訳詞：山上路夫／編曲：馬飼野康二
3. アイ・ビリーブ・イン・ミュージック
Mac Davis／訳詞：沢田研二／編曲：馬飼野康二
4. 孤独の太陽
J.Prieto、L.Pockriss、P.Vance／訳詞：一の宮はじめ／編曲：馬飼野康二
5. シー・ラブズ・ユー
作詞・作曲：Lennon-McCartney／編曲：馬飼野康二

DISC-1 SIDE B
1. ラヴミー・テンダー
編曲：河野通雄
2. クレイジー・ラブ
訳詞：漣健児／編曲：河野通雄
3. カトリーヌ
作詞・作曲：布施明／編曲：馬飼野康二
4. TRY A LITTLE TENDERNESS
作詞・作曲：H.Woods、J.Campbell、R.Connely／訳詞：一の宮はじめ／編曲：河野通雄
5. 愛は限りなく - DIO COME TI AMO - 
作詞・作曲：D.Modugno／訳詞：音羽たかし／編曲：馬飼野康二

DISC-2 SIDE A
1. ダー・ダ・ダ・ダ
作詞・作曲：一の宮はじめ／編曲：渡辺茂樹
2. スピニング・ウィール
D.C.Thomas／編曲：渡辺茂樹
3. サティスファクション
作詞・作曲：Jagger-Richards／編曲：渡辺茂樹
4. ダンス天国
C.Kenner、F.Domino／訳詞：一の宮はじめ／編曲：渡辺茂樹
5. ちぎれた愛
作詞：安井かずみ／作曲・編曲：馬飼野康二
6. 恋する季節
作詞：麻生たかし／作曲：筒美京平／編曲：高田弘
7. 恋の約束
作詞：たかたかし／作曲：鈴木邦彦／編曲：葵まさひこ
8. チャンスは一度
作詞：たかたかし／作曲：鈴木邦彦／編曲：馬飼野康二

DISC-2 SIDE B
1. 情熱の嵐
作詞：たかたかし／作曲：鈴木邦彦／編曲：馬飼野康二
2. 青春に賭けよう
作詞：たかたかし／作曲：鈴木邦彦／編曲：馬飼野康二
3. 愛の十字架
作詞：たかたかし／作曲：鈴木邦彦／編曲：馬飼野康二
4. とどかぬ愛 Que Je T'ame
J.Renard、G.Thibaut／訳詞：千家和也／編曲：渡辺茂樹
5. 君を忘れない 
作詞：たかたかし／作曲：羽根田武邦／編曲：馬飼野康二

## 復刻盤
- 1999年12月16日発売のCD『HIDEKI SUPER LIVE BOX』（6枚組）の中の1枚目（一部の楽曲が収録）
- 2021年12月24日発売、GOH HOTODAによるデジタルリマスタリング盤（Blu-spec CD2、紙ジャケット仕様）